# Surinaams-Javaanse gamelan

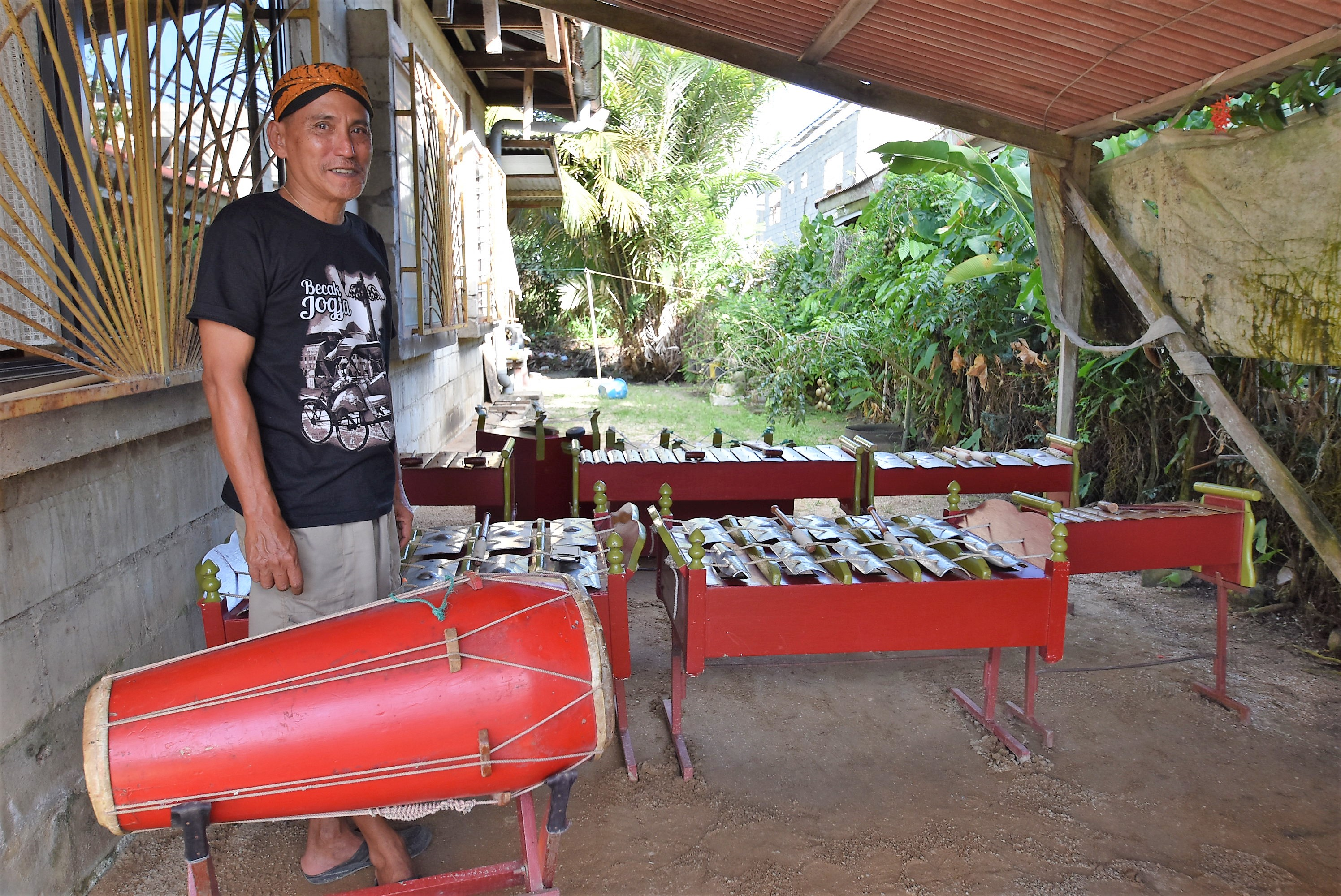
Henny Kaseran naast de door hem gemaakte gamelaninstrumenten.

De Surinaams-Javaanse gamelan is de variant van de gamelan in Suriname. Deze is door de Javaanse contractarbeiders tot ontwikkeling gebracht.  

## Geschiedenis
De gamelan komt oorspronkelijk uit Indonesië. Het is in Suriname gekomen door de geregisseerde verplaatsing van voornamelijk Javanen uit Nederlands-Indië. Vanaf 1890 tot 1930 namen deze Javanen de plaats in van de slaven die in 1863 hun vrijheid kregen. Zij werden geronseld/geworven onder het contractarbeidstelsel en deden gebonden arbeid onder een contract. Tot en met 1939 werden nog steeds Javanen aangevoerd als zogenaamde vrije immigranten. 
Wanneer de gamelan exact zijn intrede deed in Suriname is niet bekend. Wel mag gevoeglijk worden aangenomen dat het met een van de eerste schepen waarmee de Javaanse contractanten naar Suriname werden overgebracht, is meegenomen. Dat in 1898 een gamelan in Suriname aanwezig was, blijkt uit een bericht in de Surinaamsche Courant van 27 februari 1898 en De Surinamer van 28 februari 1898, waarin verslag werd gedaan van een nieuwjaarsfeest dat plaatsvond op plantage Mariënburg. Bij die gelegenheid speelden de Javanen op de gamelan die zij te leen kregen van de Agent Generaal die belast was met immigratieaangelegenheden.
In 1903 importeerde de Nederlandse Handel Maatschappij een set gamelaninstrumenten uit Semarang voor de arbeiders van suikerplantage Mariënburg. Dit was vermoedelijk de aanzet voor de ontwikkeling van de gamelan in Suriname.

## Kenmerken
De gamelan werd nagemaakt. Volgens historica Rosemarijn Hoefte van ‘roestig afvalmateriaal zoals afgekeurde spoorrails’ bij gebrek aan koper en brons in Suriname. Antropoloog en musicoloog Gerrit Dirk van Wengen beschrijft in 1975 in zijn Engelstalige publicatie ‘The cultural inheritance of the Javanese in Suriname’, de Surinaams-Javaanse gamelan en constateert dat bijna elke Javaanse nederzetting in Suriname, klein of groot, ten minste een en in sommige gevallen zelfs meer gamelans heeft. Vergeleken met de gamelaninstrumenten die behoren tot de vorstendommen van Midden-Java, is de structuur van de Surinaams-Javaanse gamelan heel eenvoudig. De instrumenten die belangrijk zijn voor de melodie – de saron en demung – bestaan uit relatief grof bewerkte metalen platen die op houten kasten liggen en worden op hun plaats gehouden met spijkers. De gender (metallofoon), zo stelt Van Wengen vast, verschilt sterk van het instrument dat op Java gender wordt genoemd; de Surinaamse versie komt het dichtst in de buurt van de Javaanse gambang gangsa, terwijl de speelstijlen voor de Surinaamse gender op die van de Javaanse bonang lijken. De gongs van Suriname, zijn allemaal van het gong kemodong type. Een gong kemodong bestaat uit een rechthoekige houten resonantiekist. Het bovenoppervlak is voorzien van een rond gat. Boven dit gat, hangt een grote metalen plaat die met koorden is bevestigd aan metalen staven, gemonteerd aan de vier hoeken van de kist. Als de plaat wordt geraakt, geeft deze een verrassend diepe toon, die bijna zo klinkt als de Javaanse gong. Behalve deze eenplatige gong kemodong, zijn er ook gong kemodongs met enkele platen, die als hoofdgong en een of twee kempuls – kleinere gongs met een hogere toon – dienen. De gamelan in Suriname heeft een tweezijdige trommel, de kendang, die net als in Java met twee handen wordt bespeeld.
Met deze kenmerken probeerde Van Wengen met behulp van de beschrijvingen van Jaap Kunst in De Toonkunst van Java (1934) uit te zoeken welke prototype gamelan op Java het meest lijkt op de gamelan van Suriname. Dit bleek volgens hem niet eenvoudig te zijn en hij komt tot de conclusie dat de gamelan van Suriname vermoedelijk lijkt op de gamelan die te vinden is in de regio op de grens van Midden- en Oost Java.  
De gamelan kent twee toonschalen, de slendro (5 tonen) en pelog (7 tonen). Beide toonschalen werden in Suriname tot ontwikkeling gebracht, maar de pelog is in onbruik geraakt. De Surinaams-Javaanse gamelan volgt de slendro, in tegenstelling tot Indonesië waar  het gebruik van beide toonschalen gangbaar is.
Het bouwen van de instrumenten vereist zwaar handmatig werk. De klankplaten komen tot stand na een lang proces van snijden en uithameren van ijzer. De kendang (trommel) is van hardhout en leer gemaakt. De houten onderstellen zijn eenvoudig geverfd en versierd, meestal met de naam van het gezelschap. De eerste generatie Javanen in Suriname beschikten over de kennis en vaardigheid om de instrumenten te maken. Omdat het ambacht niet breed is overgedragen, zijn er slechts enkelen in Suriname en Nederland die over deze vaardigheid beschikken.

## Gamelan en uitvoerende kunsten
Gamelan dient als muzikale omlijsting én begeleiding van verschillende vormen van uitvoerende kunsten: wayang kulit (schimmentoneel met lederen poppen); wayang wong (levend toneel), tayub, janggrung (dans- en zangfestijn), ludruk (ludiek volkstoneel), jaran kepang (paardendans, waarbij de dansers in trance raken), serimpi (traditionele Javaanse dansen) en tembang (gezongen poëzie). Deze worden uitgevoerd bij persoonlijke bijzondere gebeurtenissen (verjaardagen, besnijdenis, huwelijken, jubilea etc.), gemeenschapsfestiviteiten o.a. bij de herdenking van de aankomst van de eerste contractarbeiders in Suriname) en bij publieke culturele manifestaties.

## Gamelan in Suriname
In Suriname beleefde de gamelan een enorme bloei in de jaren 60. Daarna nam het aantal gezelschappen geleidelijk af. Momenteel zijn er twee actieve voltallige gezelschappen. Daarnaast zijn er een aantal die klein van samenstelling zijn. Zij beperken zich veelal tot begeleiding van jaran kepang.         

## Surinaams-Javaanse gamelan in Nederland

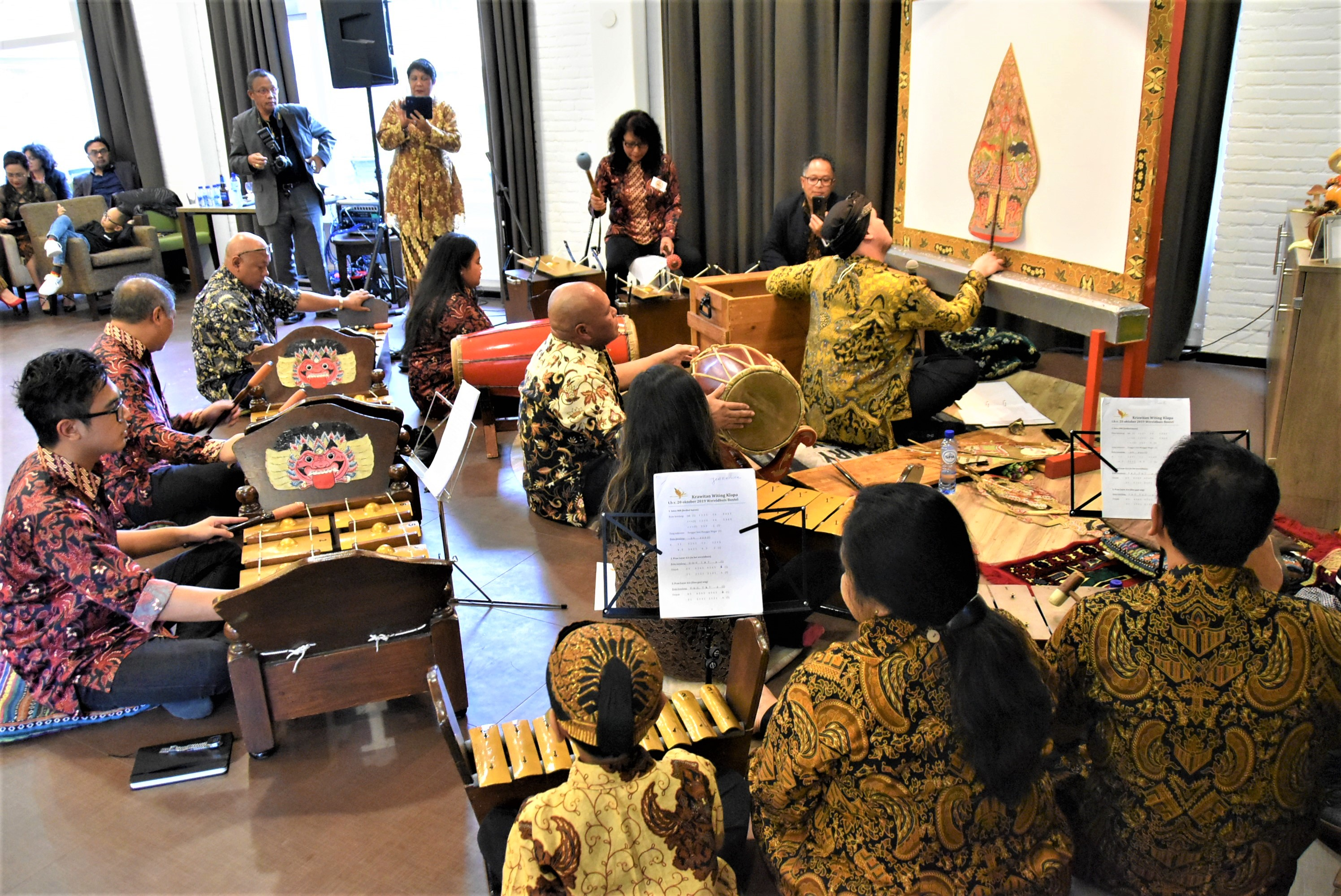
Wayang kulit voorstelling in ‘Het Wereldhuis’, in Boxtel, 2019 bij de herdenking van 129 jaar Javaanse immigratie

Met de grote migratiestromen vlak voor en na de onafhankelijkheid van Suriname in 1975 kwamen ook Javanen mee. Mede door het spreidingsbeleid kwamen zij terecht op verschillende plekken in Nederland. Op deze plaatsen ontstonden sociaal-culturele organisaties. Door de blijvende contacten met Suriname, was het mogelijk om onderdelen voor gamelaninstrumenten te importeren en ze vervolgens in elkaar te zetten. Ook zijn er een aantal personen die de instrumenten in Nederland maakten. 
De allereerste gamelangroep werd volgens Harrie Djojowikromo (2011) in de jaren 70 in Rotterdam gevormd. Hierna ontstonden ook gamelangezelschappen in Delfzijl, Sint Michielsgestel, Groningen, Hoogezand, Amsterdam, Den Haag en Alkmaar. 
In 2021 waren er 6 groepen in Nederland die actief gamelan beoefenen en aan gamelan gerelateerde kunstvormen uitvoeren, zoals wayang kulit, terbangan (zang van voornamelijk islamitische liederen begeleid op percussie-instrumenten) en janggrungan: 
1. Langgeng Trisno in Delfzijl; het gezelschap maakt deel uit van de sociaal-culturele vereniging Gotong Rojong, opgericht op 15 januari 1982.
2. LCN 2000 in Amsterdam, opgericht in 2000.
3. Trisno Suworo in Rotterdam; het gezelschap maakt deel uit van stichting Bebarengan Anggawe Rukuning Rakyat, opgericht in 1998.
4. Bangun Tresna Budaya in Den Haag, in 1999 begonnen.
5. Witing Klapa in Den Haag; dit gezelschap maakt deel uit van de stichting Manggar Megar, opgericht in 2004.
6. Sugambra, afkorting voor Surinaamse gamelan in Brabant, opgericht in 2019
7. Gerelateerd aan LCN 2000 is de groep Slamet Budaya in Amsterdam. De groep legt zich vooral toe op terbangan. LCN en Slamet Budaya maken gebruik van dezelfde spelers die zowel gamelan als terbangan beoefenen.

Op 9 december 2018 hebben deze 7 gezelschappen de krachten gebundeld tot de vorming van het ‘Netwerk Surinaams-Javaanse Gamelan’, afgekort NSJG.

## Bijschrijving in Inventaris Immaterieel Erfgoed Nederland

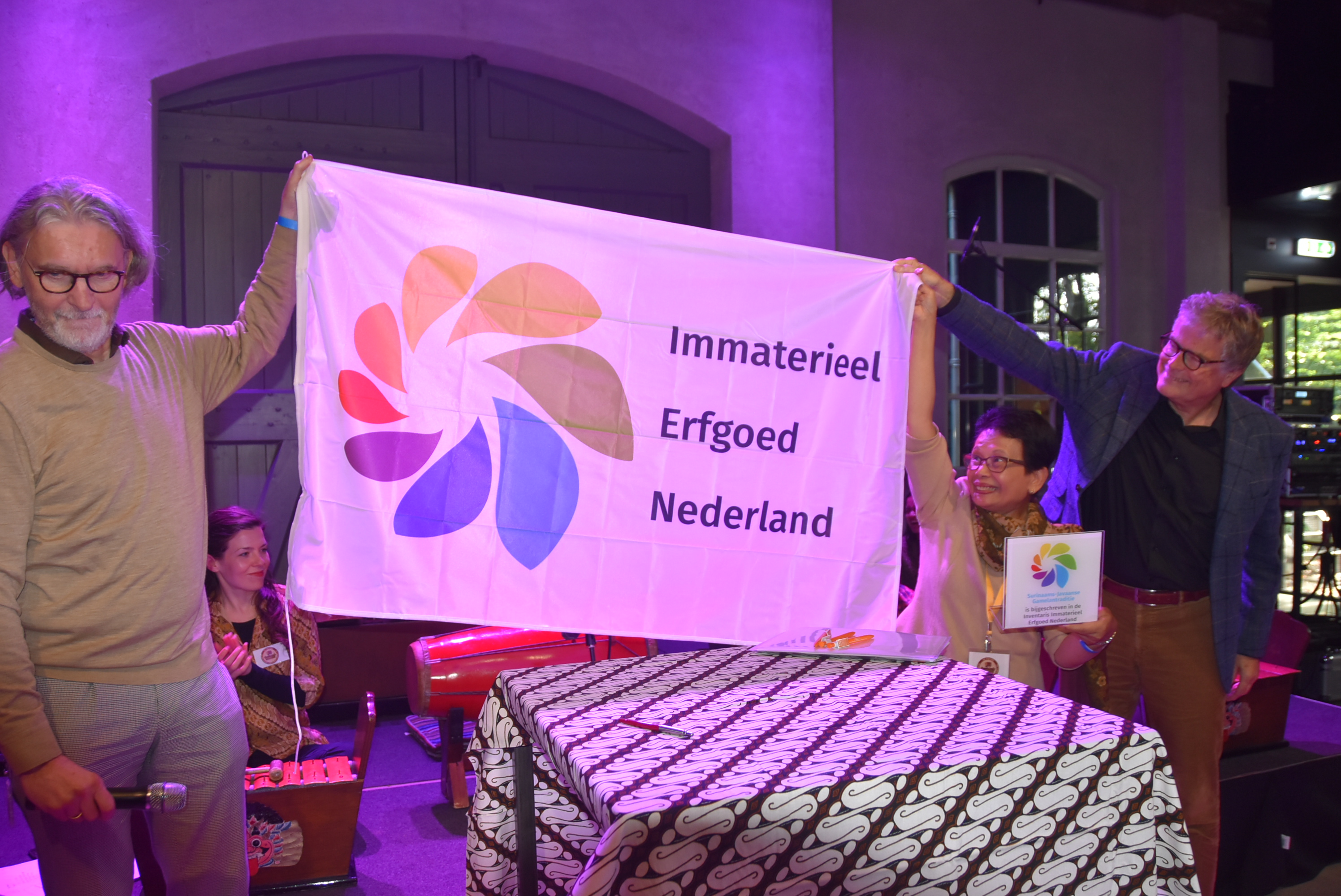
Surinaams-Javaanse gamelan op 10 oktober 2021 bijgeschreven in de Inventaris Immaterieel Erfgoed Nederland

Onder de coördinatie en penvoering van Hariëtte Mingoen, voorzitter van Stichting Comité Herdenking Javaanse Immigratie, is de Surinaams-Javaanse gamelan aangemeld voor bijschrijving in de Inventaris Immaterieel Erfgoed Nederland. In 2020 is onder begeleiding van het Kenniscentrum Immaterieel Erfgoed Nederland (KIEN) een Erfgoedzorgplan ofwel Borgingsplan geschreven, waarin het NSJG de voornemens beschrijft die tot doel hebben de Surinaams-Javaanse gamelan in Nederland te behouden. Dit Borgingsplan is positief beoordeeld en op 16 december 2020 is bekend geworden, dat de gamelantraditie is bijgeschreven in de Inventaris Immaterieel Erfgoed Nederland. De bijschrijving brengt voor het NSJG de verplichting met zich mee dat het Borgingsplan voor het behoud van de gamelantraditie in Nederland wordt geïmplementeerd. Over de uitvoering wordt gerapporteerd aan het KIEN.
Door de covid-pandemie werd de beschrijving verlaat bekrachtigd op 10 oktober 2021. Dit vond plaats in het Openluchtmuseum Arnhem. Elke gamelangroep in het NSJG ontving een certificaat als bijschrijvingsbewijs en als waardering voor de steun en inspanning als lid van het NSJG.